# Bathgate

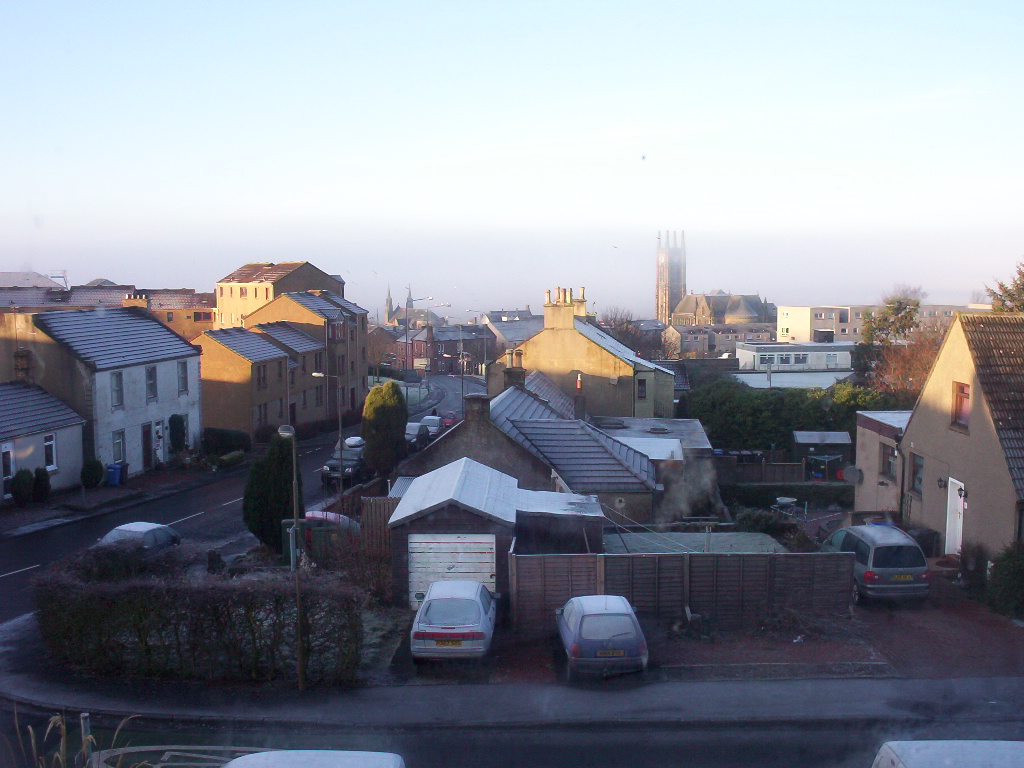
Fotografia de Bathgate, el Nadal de 2005.

Bathgate és una ciutat situada al comtat de West Lothian, Escòcia, a vuit kilòmetres a l'oest de Livingston.
Les poblacions properes són Blackburn, Armadale, Whitburn, Livingston i Linlithgow. Es connectat per l'autopista M8 i l'aeroport d'Edimburg és a 21 kilòmetres de distància.

## Història
Es considera que la zona ja va estar habitada cap al 3500 aC. A prop, a tres kilòmetres en direcció sud, hi ha el necròpolis neolític de Cairnpapple Hill. Els orígens de del poble actual es remunten al principi del segle xii, quan es coneixia com Batket, que probablement significa «casa al bosc» o «bosc de senglars». El 1328 hi havia un castell reial que va ser donat per Robert Bruce a la seva filla Marjorie quan es va casar amb Walter, el màxim intendent d'Escòcia: va començar així la dinastia Stewart que havia de governar Escòcia fins al 1689.
El torbanita o carbó boghead es va explotar al veïnat de Torbane Hill, prop de Bathgate, que li va donar el nom.